# Australiska näspunggrävlingar
Australiska näspunggrävlingar (Perameles) är ett släkte i familjen punggrävlingar. Släktet bildas av fyra arter, däribland en utdöd.

## Kännetecken
Arterna påminner i kroppsbyggnaden om harar med långdragen nos. Öronen är stora och spetsiga och svansen är jämförelsevis kort. Pälsen har en gul, brun eller grå grundfärg och några arter har typiska mörka tvärstrimmor på bakkroppen. Kroppslängden (huvud och bål) ligger mellan 20 och 42 centimeter, svanslängden mellan 8 och 17 centimeter och vikten mellan 0,2 och 1,9 kilogram.

## Utbredning och levnadssätt
Släktet hade tidigare en stor utbredning över nästan hela Australien men beståndet minskade betydligt. De förekommer i olika habitat men finns oftast i torra regioner som halvöknar och savanner. Det finns även populationer i fuktiga skogar.
Australiska näspunggrävlingar är aktiva på natten. På dagen vilar de i boet av kvistar och blad som göms i självgrävda jordhålor eller i bon som lämnats av andra djur. De gräver ofta i marken för att leta efter föda som främst utgörs av insekter och deras larver. De äter även maskar, snäckor, mindre ryggradsdjur och växtdelar som rötter och bär.
Varje individ lever ensam och de är aggressiva mot artfränder av samma kön. De etablerar egna revir och hannarnas territorier är tydligt större än honornas. Honornas revir är inte särskilt avgränsade och kan överlappa med revir av hannar eller andra honor.

## Fortplantning
Dessa punggrävlingar förökar sig snabb men många ungdjur dör tidigt. Honor kan para sig fler gånger per år och efter 12 till 13 dagars dräktighet föds vanligen två eller tre ungar, sällan upp till fem. Sedan stannar ungarna 50 till 65 dagar i moderns pung (marsupium). De blir könsmogna efter tre till fem månader. Vissa honor har sin första kull under första levnadsåret. Livslängden ligger bara vid två till tre år.

## Hot
Australiska näspunggrävlingar är mycket hotade sedan européernas ankomst i Australien. Det beror främst på omvandlingen av levnadsområdet till jordbruksmark samt på förföljelse av införda rovdjur som katter och rävar. En art är redan utdöd. IUCN listar bara näspunggrävlingen som livskraftig. Gunnis punggrävling listas som nära hotad (near threatened) och västlig bandpunggrävling som starkt hotad (endangered).

## Arter
Enligt Wilson & Reeder (2005) utgörs släktet av fyra arter.
- Gunnis punggrävling (Perameles gunni)
- Näspunggrävling (Perameles nasuta)
- Västlig bandpunggrävling (Perameles bougainville)
- Perameles eremiana †